# Meknès-Tafilalet
Meknès-Tafilalt era una delle 16 Regioni del Marocco, istituita nel 1997 e soppressa nel 2015. 
La regione comprendeva le province e prefetture di:
- Prefettura di Meknès
- Provincia di El Hajeb
- Provincia di Errachidia
- Provincia di Ifrane
- Provincia di Khénifra
- Provincia di Midelt